# موخراتاغ
موخراتاغ (به ارمنی: Մոխրաթաղ) یک منطقهٔ مسکونی در جمهوری آرتساخ است که در استان مارتاکرت واقع شده‌است. موخراتاغ ۳۴۵ نفر جمعیت دارد و ۷۶۰ متر بالاتر از سطح دریا واقع شده‌است.